# 鯖江町
鯖江町（さばえちょう）は福井県今立郡にあった町。現在の鯖江市の中心部にあたる。

## 地理
- 山岳 ： 長泉寺山、三里山
- 河川 ： 日野川

## 歴史
- 1889年（明治22年）4月1日 - 町村制の施行により、今立郡鯖江町（鯖江下深江町、鯖江中小路、鯖江下小路、鯖江清水町、鯖江上深江町、鯖江上小路、鯖江上小路屋形、鯖江南小路及び鯖江東小路）の区域をもって、今立郡鯖江町が発足する。
- 1947年（昭和22年）10月24日 - 昭和天皇が行幸（昭和天皇の戦後巡幸の一環）。眼鏡工業協同組合作業所、越前漆器商工業協同組合などを訪問[1]。
- 1948年（昭和23年）11月3日 - 今立郡鯖江町、新横江村及び舟津村が合併して、改めて今立郡鯖江町が発足する。
- 1955年（昭和30年）1月15日 - 今立郡鯖江町、神明町、片上村、中河村、丹生郡立待村、吉川村及び豊村が合併して、鯖江市が発足する。

## 交通

### 鉄道路線
- 日本国有鉄道
  - 北陸本線
    - 鯖江駅
- 福井鉄道
  - 福武線
    - 上鯖江駅（現・サンドーム西駅） - 西鯖江駅 - 下鯖江駅（現・西山公園駅）

### 道路
- 国道8号

現在は旧町域に北陸自動車道の鯖江インターチェンジが所在するが、当時は未開通。